# 36 Children
36 Children là cuốn hồi ký năm 1967 về quá trình phục vụ của Herbert Kohl khi còn là một giáo viên trẻ làm việc tại một trường công lập nghèo khó ở New York. Cuốn sách bao gồm một chương có tựa đề "Hành trình xuyên không gian và thời gian", được viết và minh họa bởi Robert George Jackson III, một trong những học sinh của ông, 11 tuổi. Các tài liệu khác được viết và minh họa bởi Jackson và các sinh viên khác được bao gồm trong cuốn sách. Được xuất bản lần đầu tiên vào năm 1967 bởi New American Library, cuốn sách được tái bản vào tháng 9 năm 1988 bởi Penguin Group.